# Fegyvernek
Fegyvernek è un comune dell'Ungheria di 7.087 abitanti (dati 2001). È situato nella contea di Jász-Nagykun-Szolnok.